# Pachyphyllum denticulatum
Pachyphyllum denticulatum là một loài thực vật có hoa trong họ Lan. Loài này được (Ruiz & Pav.) Schltr. mô tả khoa học đầu tiên năm 1921.